# آلگس ماسیکمتس
آلگس ماسیکمتس (استونیایی: Alges Maasikmets؛ زادهٔ ۱۸ اوت ۱۹۶۸) دوچرخه‌سوار اهل استونی بود. وی در بازی‌های المپیک تابستانی ۱۹۹۶ شرکت کرده است.